# レオ・リーバス
- レオ・リバス

レオナルド・アンドレス・リーバス（Leonardo Andres Rivas, 1997年10月10日 - ）は、ベネズエラのアラグア州マラカイ出身のプロ野球選手（内野手）。右投両打。MLBのシアトル・マリナーズ所属。

## 経歴

### プロ入りとエンゼルス傘下時代
2014年7月にアマチュア・フリーエージェントでロサンゼルス・エンゼルス・オブ・アナハイム（2016年よりロサンゼルス・エンゼルスへと改称）と契約してプロ入り。
2015年、傘下のルーキー級ドミニカン・サマーリーグ・エンゼルスでプロデビュー。65試合に出場して打率.258、1本塁打、31打点、21盗塁を記録した。
2016年はルーキー級ドミニカン・サマーリーグ・エンゼルスとルーキー級アリゾナリーグ・エンゼルスでプレーし、2チーム合計で59試合に出場して打率.290、1本塁打、19打点、26盗塁を記録した。
2017年はパイオニアリーグのルーキー級オレム・オウルズとA級バーリントン・ビーズでプレーし、2チーム合計で61試合に出場して打率.286、2本塁打、36打点、19盗塁を記録した。
2018年はルーキー級アリゾナリーグ・エンゼルスとA級バーリントンでプレーし、2チーム合計で 121試合に出場して打率.234、5本塁打、37打点、16盗塁を記録した。
2019年はルーキー級アリゾナリーグ・エンゼルスとA+級インランド・エンパイア・シックスティシクサーズでプレーし、2チーム合計で 80試合に出場して打率.227、6本塁打、26打点、5盗塁を記録した。
2020年はCOVID-19の影響でマイナーリーグの試合が開催されなかったため、公式戦の出場は無かった。

### レッズ傘下時代
2020年12月10日、同月7日に行われたライセル・イグレシアスとのトレードの後日発表選手としてシンシナティ・レッズへ移籍した。
2021年は傘下のAA級チャタヌーガ・ルックアウツでプレーし、60試合に出場して打率.274、21打点、9盗塁を記録した。
2022年はAA級チャタヌーガとAAA級ルイビル・バッツでプレーし、2チーム合計で95試合に出場して打率.228、7本塁打、35打点、18盗塁を記録した。オフの11月10日にFAとなった。

### マリナーズ時代
2023年1月30日にシアトル・マリナーズとマイナー契約を結び、スプリングトレーニングに招待選手として参加することになった。シーズンではは傘下のAA級アーカンソー・トラベラーズでプレーし、60試合に出場して打率.274、21打点、9盗塁を記録した。
2024年はAAA級タコマ・レイニアーズで開幕を迎えた。4月25日にメジャー契約を結んでアクティブ・ロースター入りし、メジャーデビューとなった28日のアリゾナ・ダイヤモンドバックス戦では「9番・遊撃手」で先発出場して3回裏の第1打席でブランドン・ファートからメジャー初安打となる三塁打を記録した。この年メジャーでは43試合に出場して打率.233、8打点、3盗塁を記録した。

## 詳細情報

### 年度別打撃成績
| 年 度    | 球 団    | 試 合 | 打 席 | 打 数 | 得 点 | 安 打 | 二 塁 打 | 三 塁 打 | 本 塁 打 | 塁 打 | 打 点 | 盗 塁 | 盗 塁 死 | 犠 打 | 犠 飛 | 四 球 | 敬 遠 | 死 球 | 三 振 | 併 殺 打 | 打 率 | 出 塁 率 | 長 打 率 | O P S |
| -------- | -------- | ----- | ----- | ----- | ----- | ----- | -------- | -------- | -------- | ----- | ----- | ----- | -------- | ----- | ----- | ----- | ----- | ----- | ----- | -------- | ----- | -------- | -------- | ----- |
| 2024     | SEA      | 43    | 86    | 73    | 10    | 17    | 1        | 1        | 0        | 20    | 8     | 3     | 0        | 2     | 0     | 10    | 0     | 1     | 24    | 1        | .233  | .333     | .274     | .607  |
| MLB：1年 | MLB：1年 | 43    | 86    | 73    | 10    | 17    | 1        | 1        | 0        | 20    | 8     | 3     | 0        | 2     | 0     | 10    | 0     | 1     | 24    | 1        | .233  | .333     | .274     | .607  |

- 2024年度シーズン終了時

### 年度別守備成績
| 年 度 | 球 団 | 二塁（2B） | 二塁（2B） | 二塁（2B） | 二塁（2B） | 二塁（2B） | 二塁（2B） | 三塁（3B） | 三塁（3B） | 三塁（3B） | 三塁（3B） | 三塁（3B） | 三塁（3B） | 遊撃（SS） | 遊撃（SS） | 遊撃（SS） | 遊撃（SS） | 遊撃（SS） | 遊撃（SS） |
| 年 度 | 球 団 | 試 合      | 刺 殺      | 補 殺      | 失 策      | 併 殺      | 守 備 率   | 試 合      | 刺 殺      | 補 殺      | 失 策      | 併 殺      | 守 備 率   | 試 合      | 刺 殺      | 補 殺      | 失 策      | 併 殺      | 守 備 率   |
| ----- | ----- | ---------- | ---------- | ---------- | ---------- | ---------- | ---------- | ---------- | ---------- | ---------- | ---------- | ---------- | ---------- | ---------- | ---------- | ---------- | ---------- | ---------- | ---------- |
| 2024  | SEA   | 11         | 2          | 10         | 0          | 0          | 1.000      | 2          | 0          | 1          | 0          | 0          | 1.000      | 26         | 17         | 43         | 2          | 8          | .968       |
| MLB   | MLB   | 11         | 2          | 10         | 0          | 0          | 1.000      | 2          | 0          | 1          | 0          | 0          | 1.000      | 26         | 17         | 43         | 2          | 8          | .968       |

- 2024年度シーズン終了時

### 背番号
- 76（2024年 - ）